# 13492 Vitalijzakharov
13492 Vitalijzakharov è un asteroide della fascia principale. Scoperto nel 1984, presenta un'orbita caratterizzata da un semiasse maggiore pari a 2,3555568 UA e da un'eccentricità di 0,1442592, inclinata di 6,51856° rispetto all'eclittica.